# Gut-Hirten-Kirche (Mannheim)

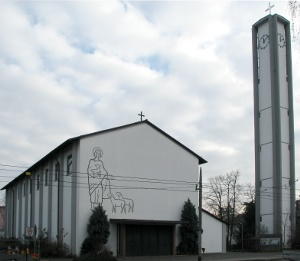
Kirche Guter Hirte

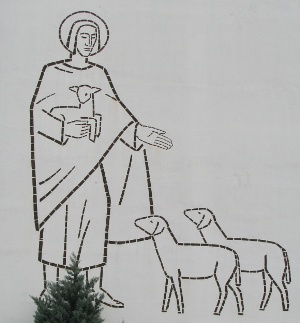
Darstellung des Guten Hirten

Guter Hirte ist eine katholische Kirche im Mannheimer Stadtteil Schönau. Sie wurde zwischen 1952 und 1953 nach den Plänen von Hans Rolli erbaut.

## Geschichte
Die Schönau-Siedlung wurde in den 1930er Jahren planmäßig angelegt, nachdem auf diesem Gebiet nach dem Ersten Weltkrieg eine nicht genehmigte Ansiedlung mit Notbehausungen entstanden war. Die Katholiken gehörten zunächst zur Waldhöfer St.-Franziskus-Gemeinde. Ab 1938 konnte das neu erbaute evangelische Gemeindezentrum in Schönau für Gottesdienste genutzt werden, womit ein Wechsel zur Sandhöfer Pfarrei St. Bartholomäus verbunden war.
Nach dem Zweiten Weltkrieg konnte 1948 eine Holzbaracke mit Dachreiter als Notkirche eingeweiht werden, die als Patron den Guten Hirten erhielt. Am 24. September 1949 erhob Erzbischof Wendelin Rauch Schönau gemeinsam mit der nördlich angrenzenden Siedlung Blumenau zur Pfarrkuratie. Da das Gelände, auf dem die Notkirche stand, im Eigentum der städtischen Wohnungsbaugesellschaft GBG und – zur Behebung der Wohnungsnot nach dem Zweiten Weltkrieg – für Wohnhäuser vorgesehen war, erließ die Stadt Mannheim 1951 einen Räumungsbescheid. Im Jahr darauf erfolgte daher der erste Spatenstich für die neue Gut-Hirten-Kirche und bereits am 22. November 1953 konnte sie von Missionsbischof Augustin Olbert konsekriert werden. Für die Pläne zeichnete der Architekt Hans Rolli verantwortlich. 1959 wurde der Kirchturm gebaut und am 17. Dezember 1962 erhob Erzbischof Hermann Schäufele die Kuratie zur Pfarrei. 2003 wurden die Gemeinden Guter Hirte, St. Michael (Blumenau) und St. Bartholomäus (Sandhofen) zur Seelsorgeeinheit Sandhofen-Schönau zusammengeschlossen.

## Beschreibung
Die Gut-Hirten-Kirche steht im Zentrum von Schönau. Als erster katholischer Kirchenneubau in Mannheim nach dem Zweiten Weltkrieg schlägt ihre Architektur eine Brücke zwischen traditioneller Bauweise und modernen, puristischen Ansätzen. Die Hallenkirche hat ein flaches Satteldach und an der Südseite ein niedriges Seitenschiff. Sie ist 16,30 Meter breit, 42,50 Meter lang und 13,50 Meter hoch. Das Stahlbetonskelett ist außen und innen sichtbar belassen. Der abgesetzte, 38 Meter hohe Kirchturm wird von einem Kreuz bekrönt.
An der Frontfassade befindet sich ein von Franz Bernhard geschaffenes Keramikkunstwerk, das Jesus als guten Hirten darstellt. Im Innern befindet sich an der Altarwand eine große Darstellung des Abendmahls von Willy Oeser. Er gestaltete auch zwei Kirchenfenster, die die Auferstehung Christi und die Auferweckung der Tochter des Jaïrus darstellen, sowie 1957 den Kreuzweg. Die Orgel wurde 1966 von der Firma Xaver Mönch & Söhne gebaut. Sie hat 34 Register und 2.560 Pfeifen. Das Geläut besteht aus fünf Bronzeglocken mit den Schlagtönen dis1, fis1, gis1, h1 und cis2. Es hat ein Gesamtgewicht von drei Tonnen und wurde 1959 von der Firma Hamm in Frankenthal gegossen.